# Яловцов Максим Вадимович
Макси́м Вади́мович Яловцо́в (5 серпня 1990 — 21 вересня 2022) — спортсмен, доброволець ДФТГ м. Києва «Мрія», військовослужбовець Збройних сил України, учасник російсько-української війни. Кавалер ордена «За мужність» III ступеня (посмертно, 2023).

## Життєпис
Максим Вадимович Яловцов народився 5 серпня 1990 року в Росії.
Його батько служив прикордонником на теренах колишнього союзу. Коли Максиму був 1 рік, він переїхав з сім'єю в місто Торез, що на Донеччині і саме там пройшло його дитинство.
В 2002 році родина переїхала до Києва, де вони з братом вчилися у школі № 300.
З дитинства Максим захоплювався спортом та був дуже розвиненим фізично. Займався футболом з 15-ти років. Вболівав за київське «Динамо».
Згодом Максим серйозно захопився регбі. Виступав за основний склад РК «Авіатор» у вищому дивізіоні чемпіонату України.
Окрім командних видів спорту, Максим захоплювався бойовими мистецтвами та досяг в них успихів. Максим Яловцов — Майстер Спорту України з грепплінгу, фрі-файту та MMA. Багаторазовий призер Чемпіонатів Світу та Європи з панкратіону та бразильського джіу-джитсу.
Тренер з боротьби та наставник багатьох українських чемпіонів.
Пізніше він почав професійно розвиватись у сфері практичної стрільби та тактики. Спочатку організував безкоштовні курси згідно поводження зі зброєю на регулярній основі. З часом став співзасновником тиру, де працював також інструктором.
Після початку повномасштабного вторгнення, Максим з однодумцями організовано збирав групи добровольців, серед яких було багато фанатів Динамо. З перших днів хлопці брали участь в обороні столиці. 20 березня 2022 року росіяни нанесли авіаудар по торговому центру «Retroville» у Києві, де базувався Максим і більшість його хлопців. Будівлю було повністю зруйновано, але Максим першим кинувся діставати своїх друзів з-під уламків стін та надавати першу медичну допомогу.

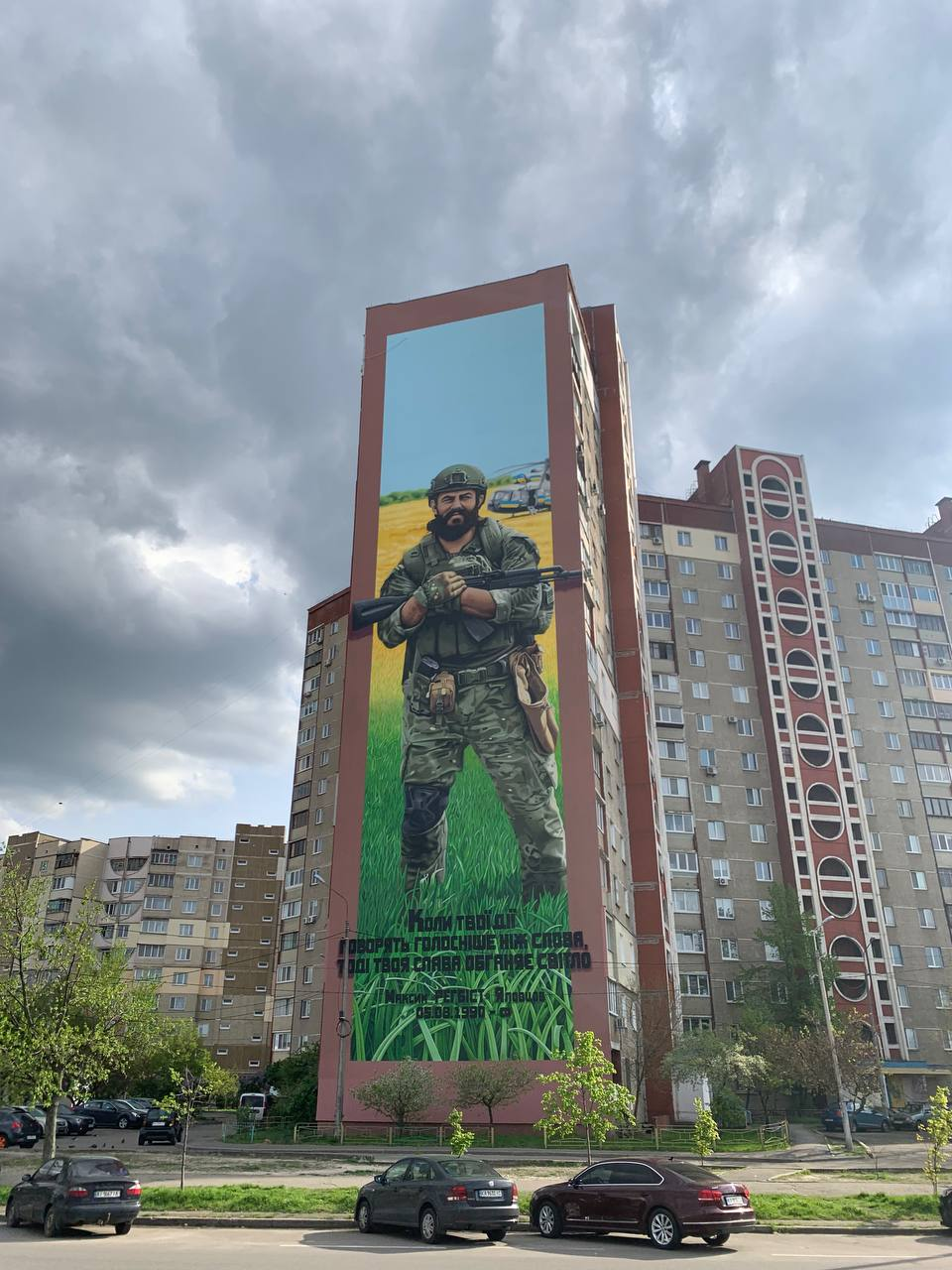
Мурал на будинку, присвячений Максиму Яловцову

## Загибель
Коли пройшло півроку після вибуху на «Ретровілі», Максим згадував кожного, хто загинув у той день. Наступного дня загинув сам, в тилу ворога, від вибуху міни під час виконання бойового завдання зі звільнення української землі від окупації. На це завдання майже ніхто не наважувався піти.
Похований 18 жовтня 2022 на Алеї Слави на Лісовому кладовищі в Києві. Нагороджений орденом «За мужність» ІІІ ступеня (посмертно), відзнакою Київського міського голови нагрудним знаком «За сприяння обороні Києва» (посмертно).
В вересні 2023-го року в Києві на вулиці Милославській, що на Троєщині на його честь створили мурал, на якому зображено Максима Яловцова у військовій амуніції та зі зброєю в руках.
У воїна залишилися мама, молодший брат і цивільна дружина.